# پاپ راک
پاپ راک یک زیر سبک از موسیقی راک است که با فروش و همه پسند بودنش شناخته می‌شود. پاپ راک با تکیه بیشتر بر آهنگسازی ساده و شیوا، سرودهای همه پسند و اجرا زنده محبوبیت پیدا کرده است و از کلیشه‌های رایج در آهنگسازی و سروده‌های راک دوری می‌کند. نخستین گروه‌های پاپ راک که در سال‌های پایانی دهه ۱۹۵۰ به عنوان جایگزینی برای گروه راک اند رول کار خود را آغاز کردند و موسیقی آن‌ها بیشتر بر روی ضرب آهنگ تنظیم سازها به روش دوواپ و پاپ سنتی بود. گاهی ممکن است به جای زیر سبکی که با سبک پاپ و راک همپوشانی دارد، به عنوان یک سبک متمایز در نظر گرفته شود. دوستداران موسیقی و منتقدان از پاپ راک را بیشتر با نام زیر سبکی بی‌ارزش، همه پسند و بی هنری از موسیقی راک یاد می‌کنند.
موسیقی پاپ و راک از نظر آهنگسازی، سازها و سروده‌هایشان بسیار شبیه به هم بوده‌اند. دو واژه پاپ راک و پاور پاپ برای ترانه‌های راکی استفاده می‌شود که از دید فروش و موفقیت‌های تجاری از بقیه زیر سبک‌های موفق تر بوده‌اند. یوهان فورناس نویسنده و روزنامه‌نگار، موسیقی پاپ و موسیقی راک را یک سبک می‌داند و آن‌ها را از هم جدا نمی‌کند. لری استار و کریستوفر واترمن پاپ راک را گونه شاد و خانواده محوری از موسیقی راک می‌دانند که توسط موسیقیدانان و گروه‌هایی مانند اندی کیم، بلز، پل مک کارتنی، لایت هاوس و پیتر فرامپتون اجرا می‌شود.
واژه پاپ از سال‌های نخست دهه ۱۹۴۰ برای اشاره به تمامی سبک‌های موسیقی همه پسند مانند جاز، پاپ سنتی، کانتری و بلوز استفاده می‌شد، اما در میانه‌های دهه ۱۹۵۰ استفاده از این واژه برای بیان سبکی آرام‌تر و ملودیک تر از راک اند رول با هدف فروش به جوانان و نوجوانان مورد استفاده قرار گرفت. پس از نخستین تاخت و تاز انگلستان از میانه‌های سال ۱۹۶۷ استفاه از واژه پاپ برای تقابل با موسیقی راک استفاه می‌شد. این نوع موسیقی تجاری تر، بی‌آلایش، خانواده محور و همه پسند بود.
از خواننده‌های مشهور این سبک می‌توان به مایکل جکسون، التون جان و پل مک‌کارتنی، کویین، مدونا، الیویا نیوتن جان، برایان آدامز، جورج مایکل، آوریل لوین و کلی کلارکسون، ادام لامبرت و کیتی پری اشاره کرد.
پدر پاپ راک ایرانی راک متین دو هنجره است.